# August Dosenbach
August Dosenbach (* 16. September 1906 in Grünwinkel; † 21. Oktober 1933 in Knielingen) war ein deutscher kommunistischer Widerstandskämpfer und NS-Opfer.

## Leben

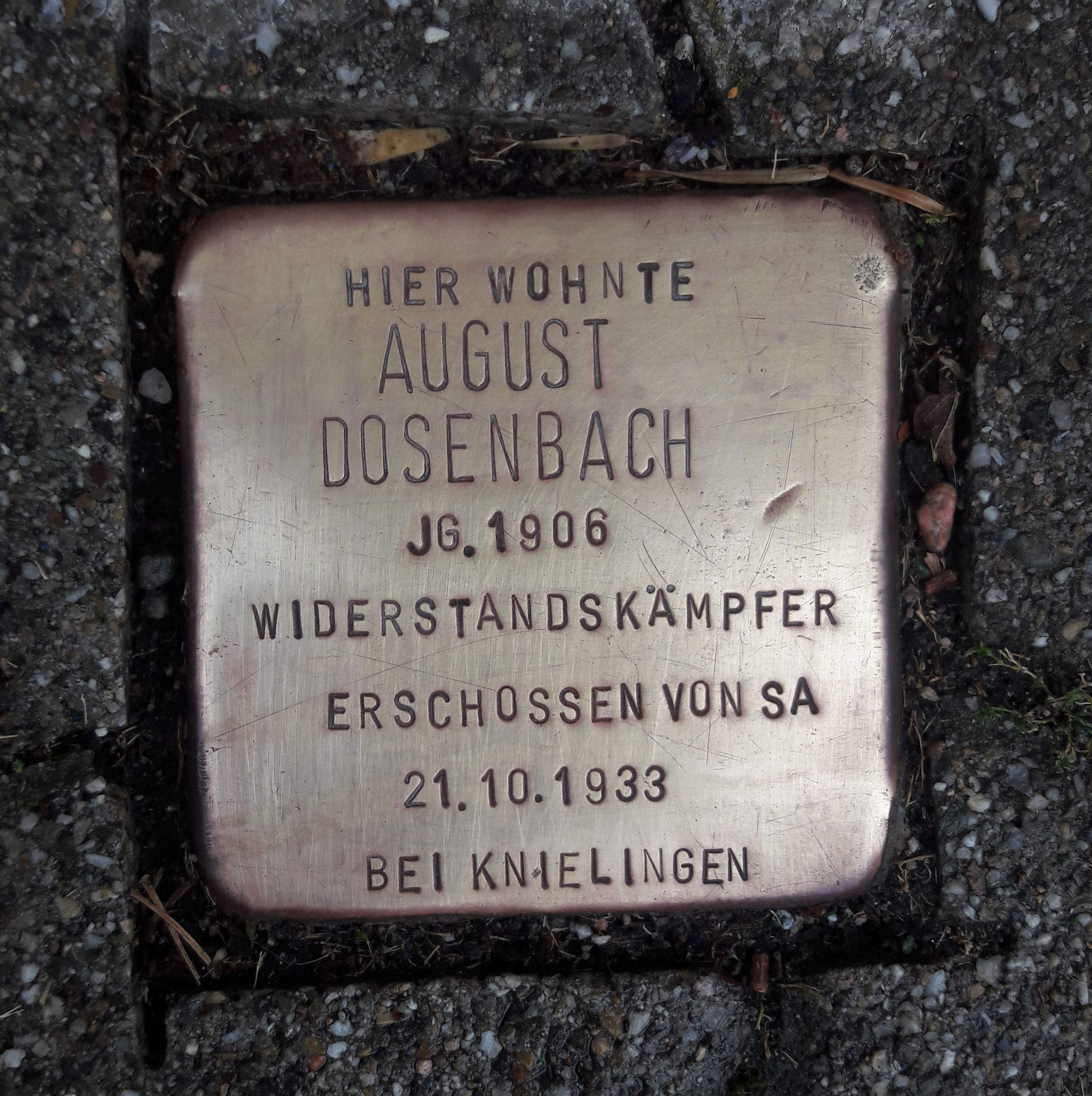
Stolperstein für August Dosenbach in der Durmersheimer Straße 19 in Karlsruhe

Dosenbach war lediger Eisendreher, Mitglied des 1920 gegründeten Arbeiterfußballvereins Grünwinkel, der Arbeiterbewegung und der KPD. Nach der Machtübernahme durch die Nationalsozialisten brachte er als Kurier regelmäßig neben Flugblättern der KPD auch das sogenannte Braunbuch über die französische Grenze nach Deutschland, in dem der Reichstagsbrand vom 27. Februar 1933 als Tat der Nationalsozialisten dargestellt wird. 
Da ihn einer seiner französischen Verbindungsmänner vor einer bevorstehenden Verhaftung gewarnt hatte, nahm er vor seiner nächtlichen Fahrt vom 20. auf den 21. Oktober 1933 von Frankreich nach Karlsruhe keine Materialien mit. Ein Spitzel verriet ihn und Dosenbach wurde bei Knielingen in der Nähe des Bahnwärterhäuschens im Beiertheimer Feld von der Gestapo laut offizieller Meldung „auf der Flucht erschossen“. Am Tag nach seiner Ermordung befand sich an einem Baum in der Nähe des Tatortes ein Plakat mit der Aufschrift: „Hier wurde August Dosenbach von der Gestapo erschossen“.

## Gedenken
1946 wurde die August-Dosenbach-Straße im Karlsruher Stadtteil Daxlanden nach ihm benannt. Vor seiner letzten Wohnung in der Durmersheimer Straße 19 in Karlsruhe wurde am 9. November 2006 ein Stolperstein verlegt. Auf dem Friedhof Grünwinkel in Karlsruhe ist ihm ein Ehrenkreuz gewidmet. 